# 湛江镇
湛江镇，是中华人民共和国广西壮族自治区贵港市港南区下辖的一个乡镇级行政单位。

## 行政区划
湛江镇下辖以下地区：
湛江村、云柳村、平江村、芦山村、福兴村、蓬塘村、金洲村、双联村、蒙村、同安村、兴成村、沙岭村、西安村和小庄村。